# Oostenrijks referendum 1994
Het Oostenrijks referendum van 1994 handelde over de toetreding van het land tot de Europese Unie en vond plaats op 12 maart 1994. Bij een opkomst van 82,3% stemde 66,6% van de stemgerechtigden vóór toetreding. 
Naar aanleiding hiervan ondertekende het land op 24 juni 1994 het Verdrag van Korfoe die de toetreding van Oostenrijk per 1 januari 1995 mogelijk maakte. 

## Uitslag
| Oostenrijks referendum van 12 maart 1994 | Oostenrijks referendum van 12 maart 1994 | Oostenrijks referendum van 12 maart 1994 |
| Keuze                                    | Stemmen                                  | Percentage                               |
| ---------------------------------------- | ---------------------------------------- | ---------------------------------------- |
| Ja                                       | 3.145.981                                | 66,6%                                    |
| Neen                                     | 1.578.850                                | 33,4%                                    |
| Geldige stemmen                          | 4.724.831                                | 99,1%                                    |
| Ongeldige of blanco stemmen              | 43.570                                   | 0,9%                                     |
| Totaal aantal stemmen                    | 4.768.401                                | 100%                                     |
| Geregistreerde kiezers en opkomst        | 5.790.578                                | 82,3%                                    |
| Bron: Nohlen & Stöver                    |                                          |                                          |